# Copa Mundial de Rugby de 2021
La Copa Mundial Femenina de Rugby de 2021 fue la novena edición del principal campeonato femenino de selecciones a nivel mundial. 
Se desarrolló en Nueva Zelanda, en las ciudades de Auckland y Whangarei, siendo la primera ocasión en que el torneo se realizó en el hemisferio sur. Debido a la popularidad del rugby en el país, se espera que sea el mundial más exitoso en asistencia a los estadios.
El torneo se disputó desde el 8 de octubre al 12 de noviembre de 2022, luego de que fuera reagendado debido a las complicaciones logísticas y sanitarias derivadas de la pandemia de COVID-19.
El torneo introduce cambios para aumentar su paridad de género con la Copa Mundial masculina, incluyendo el reemplazo de los play-offs de clasificación en la fase final por cuartos de final y una ventana de programación más larga con al menos cinco días entre pruebas. También es la primera en no ser comercializada por World Rugby como la «Copa Mundial Femenina», debido a la decisión de comercializar los torneos masculinos y femeninos sin desambiguación a partir de 2021.

## Selecciones participantes
Siete países (Inglaterra, Canadá, Francia, Nueva Zelanda, Gales, Estados Unidos y Australia) accedieron automáticamente al acabar entre los siete primeros puestos en la Copa Mundial de Rugby de 2017. 
Además, existió por primera vez un torneo de repechaje que otorgó la última plaza al torneo y que se disputó entre: Colombia, Escocia y Kazajistán.
| Europa                                            | América                   | Oceanía                            | Asia    | África      |
| ------------------------------------------------- | ------------------------- | ---------------------------------- | ------- | ----------- |
| - Inglaterra - Francia - Gales - Italia - Escocia | - Estados Unidos - Canadá | - Nueva Zelanda - Australia - Fiyi | - Japón | - Sudáfrica |

## Fase de grupos

### Grupo A
| Pos. | Equipo        | Encuentros | Encuentros | Encuentros | Encuentros | Tantos  | Tantos    | Tantos     | Puntos |
| Pos. | Equipo        | jugados    | ganados    | empatados  | perdidos   | a favor | en contra | diferencia | Puntos |
| ---- | ------------- | ---------- | ---------- | ---------- | ---------- | ------- | --------- | ---------- | ------ |
| 1    | Nueva Zelanda | 3          | 3          | 0          | 0          | 154     | 29        | +125       | 15     |
| 2    | Australia     | 3          | 2          | 0          | 1          | 44      | 60        | -16        | 8      |
| 3    | Gales         | 3          | 1          | 0          | 2          | 37      | 84        | -47        | 5      |
| 4    | Escocia       | 3          | 0          | 0          | 3          | 27      | 89        | -62        | 2      |

#### Partidos del grupo A
| 8 de octubre de 2022 | Nueva Zelanda | 41 - 17 | Australia | Eden Park, Auckland |  |

| 9 de octubre de 2022 | Gales | 18 - 15 | Escocia | Okara Park, Whangarei |  |

| 15 de octubre de 2022 | Australia | 14 - 12 | Escocia | Okara Park, Whangarei |  |

| 16 de octubre de 2022 | Nueva Zelanda | 56 - 12 | Gales | Trusts Stadium, Auckland |  |

| 22 de octubre de 2022 | Australia | 13 - 7 | Gales | Okara Park, Whangarei |  |

| 22 de octubre de 2022 | Nueva Zelanda | 57 - 0 | Escocia | Okara Park, Whangarei |  |

### Grupo B
| Pos. | Equipo         | Encuentros | Encuentros | Encuentros | Encuentros | Tantos  | Tantos    | Tantos     | Puntos |
| Pos. | Equipo         | jugados    | ganados    | empatados  | perdidos   | a favor | en contra | diferencia | Puntos |
| ---- | -------------- | ---------- | ---------- | ---------- | ---------- | ------- | --------- | ---------- | ------ |
| 1    | Canadá         | 3          | 3          | 0          | 0          | 92      | 31        | +61        | 15     |
| 2    | Italia         | 3          | 2          | 0          | 1          | 55      | 40        | +15        | 9      |
| 3    | Estados Unidos | 3          | 1          | 0          | 2          | 54      | 68        | –14        | 5      |
| 4    | Japón          | 3          | 0          | 0          | 3          | 30      | 92        | –62        | 0      |

#### Partidos del grupo B
| 9 de octubre de 2022 | Estados Unidos | 10 - 22 | Italia | Okara Park, Whangarei |  |

| 9 de octubre de 2022 | Canadá | 41 - 5 | Japón | Okara Park, Whangarei |  |

| 15 de octubre de 2022 | Estados Unidos | 30 - 17 | Japón | Trusts Stadium, Auckland |  |

| 16 de octubre de 2022 | Canadá | 22 - 12 | Italia | Trusts Stadium, Auckland |  |

| 23 de octubre de 2022 | Italia | 21 - 8 | Japón | Trusts Stadium, Auckland |  |

| 23 de octubre de 2022 | Canadá | 29 - 14 | Estados Unidos | Trusts Stadium, Auckland |  |

### Grupo C
| Pos. | Equipo     | Encuentros | Encuentros | Encuentros | Encuentros | Tantos  | Tantos    | Tantos     | Puntos |
| Pos. | Equipo     | jugados    | ganados    | empatados  | perdidos   | a favor | en contra | diferencia | Puntos |
| ---- | ---------- | ---------- | ---------- | ---------- | ---------- | ------- | --------- | ---------- | ------ |
| 1    | Inglaterra | 3          | 3          | 0          | 0          | 172     | 26        | +146       | 14     |
| 2    | Francia    | 3          | 2          | 0          | 1          | 91      | 18        | +73        | 11     |
| 3    | Fiyi       | 3          | 1          | 0          | 2          | 40      | 145       | –105       | 4      |
| 4    | Sudáfrica  | 3          | 0          | 0          | 3          | 22      | 136       | –114       | 1      |

#### Partidos del grupo C
| 8 de octubre de 2022 | Francia | 40 - 5 | Sudáfrica | Eden Park, Auckland |  |

| 8 de octubre de 2022 | Inglaterra | 84 - 19 | Fiyi | Eden Park, Auckland |  |

| 15 de octubre de 2022 | Inglaterra | 13 - 7 | Francia | Okara Park, Whangarei |  |

| 16 de octubre de 2022 | Sudáfrica | 17 - 21 | Fiyi | Trusts Stadium, Auckland |  |

| 22 de octubre de 2022 | Francia | 44 - 0 | Fiyi | Okara Park, Whangarei |  |

| 23 de octubre de 2022 | Inglaterra | 75 - 0 | Sudáfrica | Okara Park, Whangarei |  |

## Fase final
|  | Cuartos de final | Cuartos de final |                 |        | Semifinales            | Semifinales            |  |  | Final           | Final |
|  |                  |                  |                 |        |                        |                        |  |  |                 |       |
|  | 29 de octubre    |                  |                 |        |                        |                        |  |  |                 |       |
|  |                  |                  |                 |        |                        |                        |  |  |                 |       |
|  | Francia          | 39               |                 |        |                        |                        |  |  |                 |       |
|  | Francia          | 39               | 5 de noviembre  |        |                        |                        |  |  |                 |       |
|  | Italia           | 3                |                 |        |                        |                        |  |  |                 |       |
|  | Italia           | 3                | Francia         | 24     |                        |                        |  |  |                 |       |
|  | 29 de octubre    |                  | Francia         | 24     |                        |                        |  |  |                 |       |
|  |                  | Nueva Zelanda    | 25              |        |                        |                        |  |  |                 |       |
|  | Nueva Zelanda    | Nueva Zelanda    | 25              | 55     |                        |                        |  |  |                 |       |
|  | Nueva Zelanda    |                  | 12 de noviembre | 55     |                        |                        |  |  |                 |       |
|  | Gales            | 3                |                 |        |                        |                        |  |  |                 |       |
|  | Gales            | 3                | Nueva Zelanda   | 34     |                        |                        |  |  |                 |       |
|  | 30 de octubre    |                  | Nueva Zelanda   | 34     |                        |                        |  |  |                 |       |
|  |                  | Inglaterra       | 31              |        |                        |                        |  |  |                 |       |
|  | Inglaterra       | Inglaterra       | 31              | 41     |                        |                        |  |  |                 |       |
|  | Inglaterra       | 5 de noviembre   |                 | 41     |                        |                        |  |  |                 |       |
|  | Australia        | 5                |                 |        |                        |                        |  |  |                 |       |
|  | Australia        | 5                | Inglaterra      | 26     | Tercer y cuarto puesto | Tercer y cuarto puesto |  |  |                 |       |
|  | 30 de octubre    |                  | Inglaterra      | 26     | Tercer y cuarto puesto | Tercer y cuarto puesto |  |  |                 |       |
|  |                  | Canadá           | 19              |        |                        |                        |  |  |                 |       |
|  | Canadá           | Canadá           | 19              | 32     | Francia                | 36                     |  |  |                 |       |
|  | Canadá           |                  |                 | 32     | Francia                | 36                     |  |  |                 |       |
|  | Estados Unidos   | 11               |                 | Canadá | 0                      |                        |  |  |                 |       |
|  | Estados Unidos   | 11               |                 |        | 0                      |                        |  |  |                 |       |
|  |                  |                  |                 |        |                        |                        |  |  | 12 de noviembre |       |
|  |                  |                  |                 |        |                        |                        |  |  |                 |       |

#### Cuartos de final
| 29 de octubre de 2022 | Francia | 39 - 3 | Italia | Okara Park, Whangarei |  |

| 29 de octubre de 2022 | Nueva Zelanda | 55 - 3 | Gales | Okara Park, Whangarei |  |

| 30 de octubre de 2022 | Inglaterra | 41 - 5 | Australia | Trusts Stadium, Auckland |  |

| 30 de octubre de 2022 | Canadá | 32 - 11 | Estados Unidos | Trusts Stadium, Auckland |  |

#### Semifinales
| 5 de noviembre de 2022 | Francia | 24 - 25 | Nueva Zelanda | Eden Park, Auckland |  |

| 5 de noviembre de 2022 | Inglaterra | 26 - 19 | Canadá | Eden Park, Auckland |  |

#### Partido por el 3.º y 4.º puesto
| 12 de noviembre de 2022 | Francia | 36 - 0 | Canadá | Eden Park, Auckland |  |

#### Final
| 12 de noviembre de 2022 | Nueva Zelanda | 34 - 31 | Inglaterra | Eden Park, Auckland |  |

| Bandera de Nueva Zelanda |
| Campeón Nueva Zelanda    |
| Sexto título             |